# Cambridge City repülőtér
A Cambridge City repülőtér (IATA: CBG, ICAO: EGSC) Anglia egyik nemzetközi repülőtere, amely Cambridge közelében található. Éves utasforgalma 0 fő .

## Futópályák
A repülőtér futópályái:
- 05/23 (1965 m, 45 m, aszfalt)
- 05/23 (899 m, 35 m, fű)
- 10/28 (439 m, 35 m, fű)

## Forgalom
Az utasforgalom az elmúlt években az alábbi módon változott:
| Utasok száma | 4110 | 38 957 | 42 490 | 43 063 | 18 912 | 29 144 | 14 024 | 1953 | 597  |      |
|              | 1964 | 1970   | 1976   | 1982   | 1988   | 1993   | 1999   | 2005 | 2011 | 2017 |